# Aeroportul Villa Dolores
Aeroportul Villa Dolores (IATA: VDR, ICAO: SAOD) este un aeroport din Provincia Córdoba, Argentina ce deservește zona Villa Dolores⁠(d). A fost numit după zona deservită.
Situat la o altitudine de 583 m, aeroportul dispune de o singură pistă.